# Jean-Marc Gounon
Jean-Marc Gounon (Aubenas, 1 januari 1963) is een voormalig Frans autocoureur. Hij maakte zijn Formule 1-debuut in 1993 bij Minardi en nam deel aan 9 Grands Prix. Hij scoorde geen punten.
Nadat hij het Franse Formule 3-kampioenschap won in 1989, stapte hij over naar de Formule 3000. Hij behaalde enkele overwinningen in de drie seizoenen die hij reed in deze klasse.
Hij kocht zichzelf hierna in bij Minardi nadat het team Christian Fittipaldi had ontslagen, echter zonder succes want hij viel beide races uit. Het jaar erna profiteerde hij van de blessure van Andrea Montermini en nam hij zijn plaatsje bij Simtek over. Hij scoorde het beste resultaat ooit voor het team met een negende plaats in de Grand Prix van Frankrijk. Hij reed zeven Grands Prix waarna hij vervangen werd door Domenico Schiattarella, waarna zijn F1-carrière eindigde.
Hij reed later nog in sportauto's.